# Stacy Harris
Stacy Harris (Big Timber, 26 luglio 1918 – Los Angeles, 13 marzo 1973) è stato un attore canadese.
Ha recitato in 27 film dal 1951 al 1975 ed è apparso in oltre 110 produzioni televisive dal 1951 al 1974. È stato accreditato anche con i nomi Stacey Harris e Stacy S. Harris.

## Biografia
Stacy Harris nacque a Big Timber, in Canada, il 26 luglio 1918. Conseguì il primo successo grazie alla serie radiofonica This is Your FBI, in cui interpretò l'agente Jim Taylor.
Fece il suo debutto sul grande schermo nel 1951 nel film poliziesco Il cerchio di fuoco, nel ruolo di Paul Ferrar, e in televisione nell'episodio Dragnet: The Human Bomb della serie Chesterfield Sound Off Time, andato in onda il 16 dicembre 1951, nel ruolo di Vernon Carney. Fu proprio sul piccolo schermo che riscosse i suoi più grandi successi, collezionando una serie di apparizioni da guest star in numerosi episodi di serial durante il periodo d'oro della televisione statunitense. Interpretò il ruolo del detective Vic Beaujac in 18 episodi della serie N.O.P.D. (1956) e del sindaco John P. Clum in 21 episodi della serie Le leggendarie imprese di Wyatt Earp, dal 1959 al 1961 (più un altro credito nelle vesti di un altro personaggio, Sam Rolfe).
La sua ultima apparizione sul piccolo schermo avvenne nell'episodio Touch of Madness della serie Ghost Story, andato in onda l'8 dicembre 1972, che lo vide nel ruolo di James Dillon, mentre per il grande schermo l'ultima interpretazione risale al film Noon Sunday (1975), in cui interpretò il comandante Callan.
Morì a Los Angeles, in California, il 13 marzo 1973.

## Filmografia

### Cinema
- Il cerchio di fuoco (Appointment with Danger), regia di Lewis Allen (1951)
- Il suo tipo di donna (His Kind of Woman), regia di John Farrow (1951)
- Three Lives, regia di Edward Dmytryk (1953) - corto
- La ribelle del West (The Redhead from Wyoming), regia di Lee Sholem (1953)
- Bill West fratello degli indiani (The Great Sioux Uprising), regia di Lloyd Bacon (1953)
- Mandato di cattura (Dragnet), regia di Jack Webb (1954)
- Rivolta al molo n. 6 (New Orleans Uncensored), regia di William Castle (1955)
- La saga dei comanches (Comanche), regia di George Sherman (1956)
- La montagna (The Mountain), regia di Edward Dmytryk (1956)
- Sfida al tramonto (The Brass Legend), regia di Gerd Oswald (1956)
- L'albero della vita (Raintree County), regia di Edward Dmytryk (1957)
- New Orleans After Dark, regia di John Sledge (1958)
- I cacciatori (The Hunters), regia di Dick Powell (1958)
- Domani m'impiccheranno (Good Day for a Hanging), regia di Nathan Juran (1959)
- Fermati cow boy! (Cast a Long Shadow), regia di Thomas Carr (1959)
- Four for the Morgue, regia di John Sledge (1962)
- Questo pazzo, pazzo, pazzo, pazzo mondo (It's a Mad, Mad, Mad, Mad World), regia di Stanley Kramer (1963)
- La doppia vita di Sylvia West (Sylvia), regia di Gordon Douglas (1965)
- Un'idea per un delitto (Brainstorm), regia di William Conrad (1965)
- Il massacro dei Sioux (The Great Sioux Massacre), regia di Sidney Salkow (1965)
- La trappola mortale (The Money Trap), regia di Burt Kennedy (1965)
- Vivi e lascia morire (An American Dream), regia di Robert Gist (1966)
- Conto alla rovescia (Countdown), regia di Robert Altman (1967)
- Bullitt, regia di Peter Yates (1968)
- Il clan dei Barker (Bloody Mama), regia di Roger Corman (1970)
- Sabato sera a letto da noi (The Wife Swappers), regia di Derek Ford (1970)

### Televisione
- Chesterfield Sound Off Time – serie TV, un episodio (1951)
- Chevron Theatre – serie TV, un episodio (1952)
- Your Play Time – serie TV, un episodio (1953)
- Door with No Name – serie TV, un episodio (1953)
- Dragnet – serie TV, 5 episodi (1951-1954)
- Crusader – serie TV, episodio 1x11 (1955)
- The Millionaire – serie TV, un episodio (1956)
- Four Star Playhouse – serie TV, 2 episodi (1953-1956)
- Crossroads – serie TV, episodio 1x35 (1956)
- Buffalo Bill, Jr. – serie TV, 4 episodi (1956)
- Noah's Ark – serie TV, un episodio (1956)
- Il conte di Montecristo (The Count of Monte Cristo) – serie TV, un episodio (1956)
- Conflict – serie TV, episodio 1x06 (1956)
- N.O.P.D. – serie TV, 18 episodi (1956)
- Dr. Christian – serie TV, un episodio (1957)
- Hawkeye and the Last of the Mohicans – serie TV, un episodio (1957)
- Code 3 – serie TV, un episodio (1957)
- Climax! – serie TV, 2 episodi (1957)
- Sheriff of Cochise – serie TV, un episodio (1957)
- The Adventures of Jim Bowie – serie TV, 3 episodi (1956-1957)
- The Court of Last Resort – serie TV, episodio 1x08 (1957)
- The Restless Gun – serie TV, episodio 1x09 (1957)
- Goodyear Theatre – serie TV, episodio 1x06 (1957)
- Studio 57 – serie TV, un episodio (1957)
- Meet McGraw – serie TV, un episodio (1957)
- L'uomo ombra (The Thin Man) – serie TV, episodio 1x17 (1958)
- Matinee Theatre – serie TV, un episodio (1958)
- Mike Hammer – serie TV, un episodio (1958)
- Le avventure di Rin Tin Tin (The Adventures of Rin Tin Tin) – serie TV, 2 episodi (1957-1958)
- Man Without a Gun – serie TV, un episodio (1958)
- Trackdown – serie TV, 2 episodi (1957-1958)
- Telephone Time – serie TV, episodio 3x27 (1958)
- Casey Jones – serie TV, un episodio (1958)
- Buckskin – serie TV, un episodio (1958)
- Tales of the Texas Rangers – serie TV, un episodio (1958)
- The Lineup – serie TV, 3 episodi (1957-1958)
- Frontier Doctor – serie TV, un episodio (1958)
- General Electric Theater – serie TV, 2 episodi (1958)
- Bold Venture – serie TV, un episodio (1959)
- Ricercato vivo o morto (Wanted: Dead or Alive) – serie TV, episodio 1x19 (1959)
- Special Agent 7 – serie TV, un episodio (1959)
- Lux Playhouse – serie TV, un episodio (1959)
- Richard Diamond (Richard Diamond, Private Detective) – serie TV, 2 episodi (1958-1959)
- The David Niven Show – serie TV, 2 episodi (1959)
- Il tenente Ballinger (M Squad) – serie TV, un episodio (1959)
- Avventure in elicottero (Whirlybirds) – serie TV, 3 episodi (1957-1959)
- Johnny Staccato – serie TV, episodio 1x01 (1959)
- Men Into Space – serie TV, episodio 1x01 (1959)
- Avventure lungo il fiume (Riverboat) – serie TV, un episodio (1959)
- Philip Marlowe – serie TV, episodio 1x07 (1959)
- The Texan – serie TV, 2 episodi (1958-1959)
- U.S. Marshal – serie TV, 3 episodi (1959-1960)
- Man with a Camera – serie TV, un episodio (1960)
- Tightrope – serie TV, episodio 1x14 (1959)
- The Rebel – serie TV, un episodio (1960)
- Have Gun - Will Travel – serie TV, 2 episodi (1959-1960)
- I racconti del West (Zane Grey Theater) – serie TV, 4 episodi (1958-1960)
- Black Saddle – serie TV, 2 episodi (1959-1960)
- Gli intoccabili (The Untouchables) – serie TV, un episodio (1960)
- The Adventures of Superboy – film TV (1961)
- Michael Shayne – serie TV episodio 1x20 (1961)
- Carovana (Stagecoach West) – serie TV, episodio 1x22 (1961)
- Outlaws – serie TV, episodio 1x22 (1961)
- Le leggendarie imprese di Wyatt Earp (The Life and Legend of Wyatt Earp) – serie TV, 22 episodi (1957-1961)
- Gli uomini della prateria (Rawhide) – serie TV, 2 episodi (1959-1961)
- Perry Mason – serie TV, 3 episodi (1958-1961)
- Make Room for Daddy – serie TV, 2 episodi (1961)
- Alfred Hitchcock presenta (Alfred Hitchcock Presents) – serie TV, un episodio (1961)
- Corruptors (Target: The Corruptors) – serie TV, episodio 1x16 (1962)
- Surfside 6 – serie TV, episodio 2x33 (1962)
- Laramie – serie TV, 3 episodi (1960-1962)
- Ben Casey – serie TV, episodio 2x12 (1962)
- G.E. True – serie TV, episodio 1x16 (1963)
- Kraft Mystery Theater – serie TV, un episodio (1963)
- The Bill Dana Show – serie TV, un episodio (1963)
- La legge di Burke (Burke's Law) – serie TV, episodio 1x07 (1963)
- Indirizzo permanente (77 Sunset Strip) – serie TV, 3 episodi (1962-1963)
- La legge del Far West (Temple Houston) – serie TV, episodio 1x14 (1963)
- L'ora di Hitchcock (The Alfred Hitchcock Hour) – serie TV, 2 episodi (1963-1964)
- Carovane verso il west (Wagon Train) – serie TV, 3 episodi (1961-1964)
- The Joey Bishop Show – serie TV, un episodio (1964)
- Slattery's People – serie TV, un episodio (1965)
- La grande vallata (The Big Valley) – serie TV, un episodio (1965)
- Gomer Pyle: USMC – serie TV, un episodio (1965)
- Daniel Boone – serie TV, un episodio (1965)
- Honey West – serie TV, episodio 1x14 (1965)
- Laredo – serie TV, un episodio (1965)
- Le spie (I Spy) – serie TV, episodio 1x28 (1966)
- Pistols 'n' Petticoats – serie TV, un episodio (1966)
- Tarzan – serie TV, episodio 1x21 (1967)
- Il virginiano (The Virginian) – serie TV, 3 episodi (1963-1967)
- Custer – serie TV, un episodio (1967)
- Companions in Nightmare – film TV (1968)
- The Outsider – serie TV, episodio 1x18 (1969)
- Death Valley Days – serie TV, un episodio (1969)
- Bonanza – serie TV, 6 episodi (1960-1969)
- Marcus Welby (Marcus Welby, M.D.) – serie TV, un episodio (1970)
- Ironside – serie TV, un episodio (1970)
- Dragnet 1967 – serie TV, 8 episodi (1967-1970)
- Adam-12 – serie TV, 3 episodi (1969-1970)
- Gunsmoke – serie TV, un episodio (1971)
- D.A.: Conspiracy to Kill – film TV (1971)
- Vanished – film TV (1971)
- The Partners – serie TV, un episodio (1971)
- Mannix – serie TV, 2 episodi (1970-1971)
- O'Hara, U.S. Treasury – serie TV, 3 episodi (1971)
- Bearcats! – serie TV, un episodio (1971)
- Longstreet – serie TV, un episodio (1972)
- Sesto senso (The Sixth Sense) – serie TV, un episodio (1972)
- Cannon – serie TV, un episodio (1972)
- Squadra emergenza (Emergency!) – serie TV, un episodio (1972)
- Ghost Story – serie TV, un episodio (1972)
- Return to Peyton Place – serie TV (1972-1974)

## Doppiatori italiani
- Sergio Tedesco in I cacciatori
- Mario Pisu in Fermati, cow boy!
- Giuseppe Fortis in Il clan dei Barker